# Neubrück (Grevenbroich)

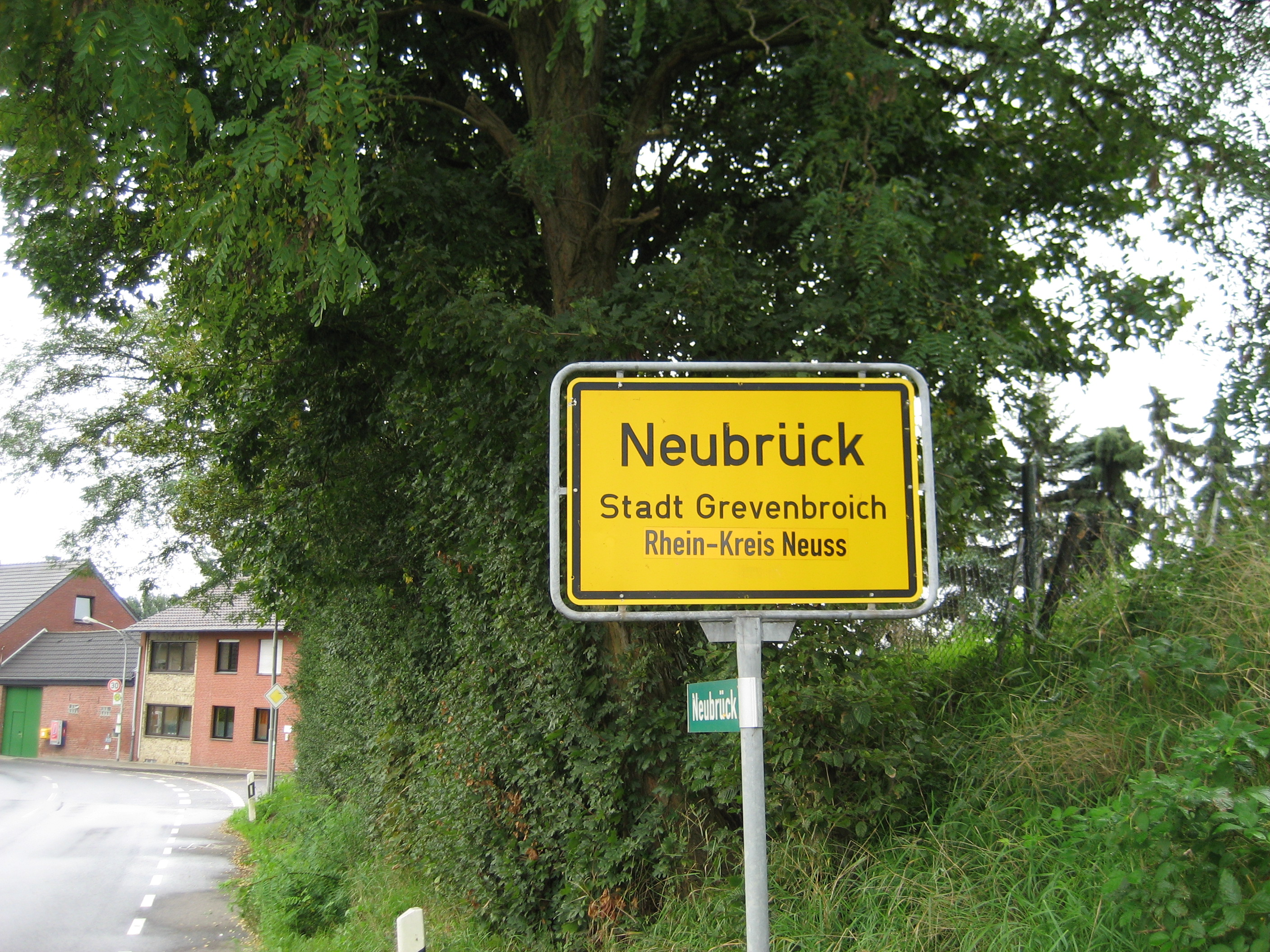
Ortseingangsschild

Neubrück ist ein Stadtteil von Grevenbroich (Rhein-Kreis Neuss) in Nordrhein-Westfalen.

## Lage
Neubrück grenzt im Osten an die Erft. Auf dem östlichen Ufer befindet sich die Ortschaft Mühlrath. Im Südwesten von Neubrück befindet sich Kapellen, im Nordosten liegt Gruissem.

## Geschichte

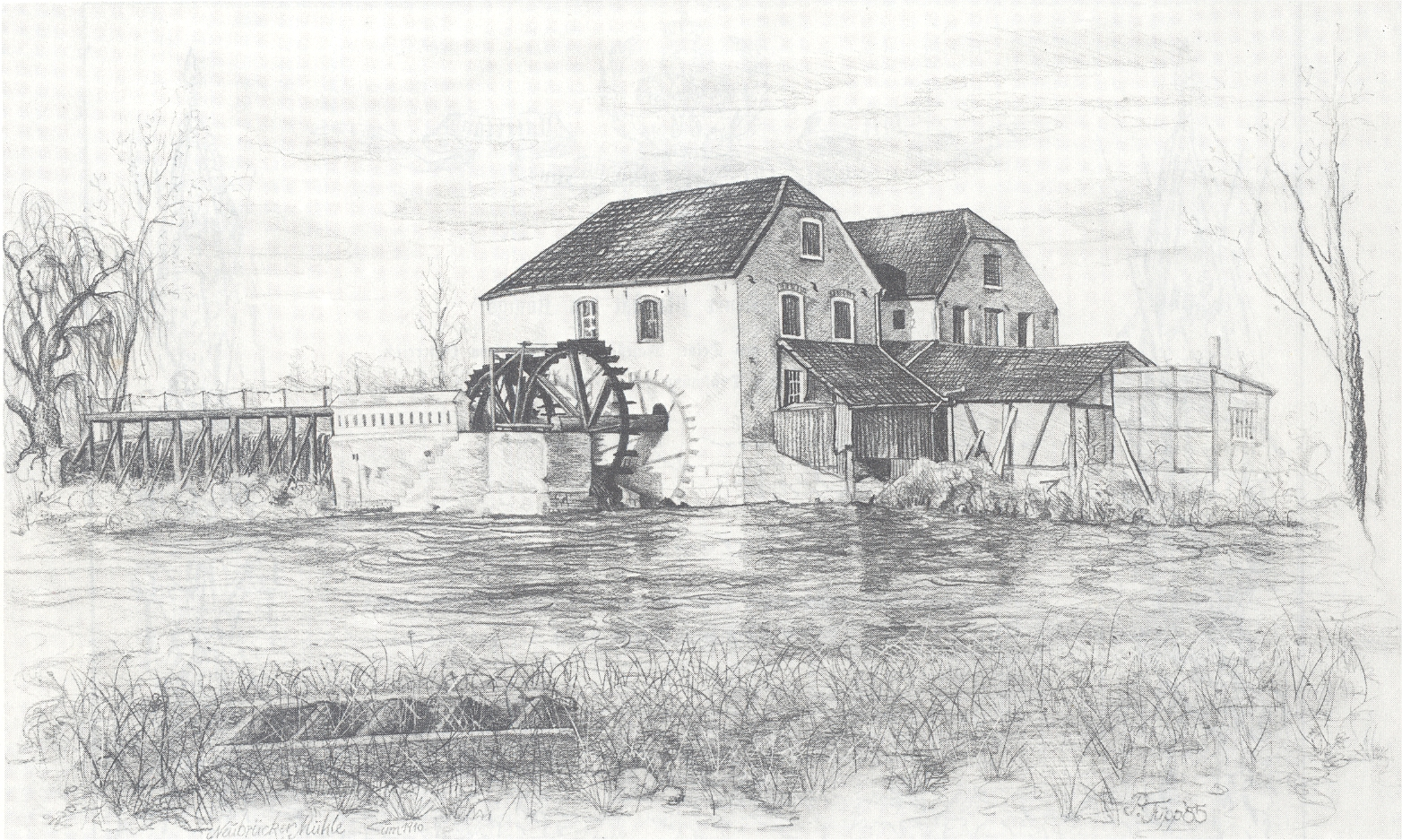
Neubrücker Mühle um 1930

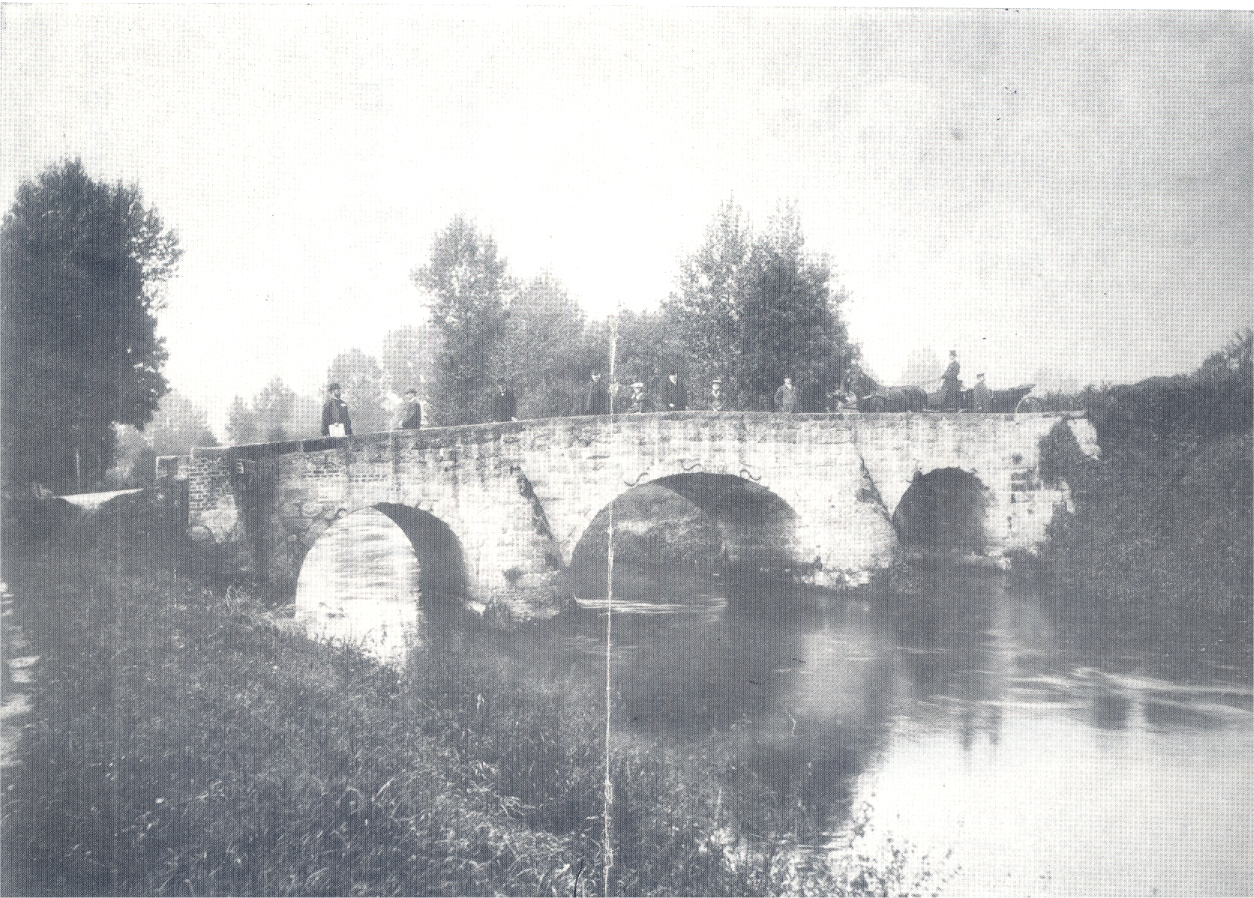
Neubrücker Erftbrücke 1898 (erbaut 1728)

Die Ortschaft Neubrück entstand aus der gleichnamigen Wassermühle an der Erft. Diese Mühle gehörte zur Herrschaft Dyck und wurde 1678 erbaut. Im Jahre 1956 wurde sie stillgelegt.
Wie der Name zeigt, verdankt der kleine Ort seinen Namen dem Bau einer „neuen“ Brücke über die Erft.
Für diese gibt es die ersten Belege aus dem Jahre 1644.
Damals erbrachte der Dycker Straßenzoll, der in Kapellen erhoben wurde, keine Einnahmen, weil die Neubrück abgebrochen und Straße und Pass nach Hülchrath versperrt waren. Das war wohl eine Verteiligungsmaßnahme für die kurkölnische Landesburg Hülchrath während des Dreißigjährigen Krieges.
Die Brücke muss nach dem Krieg rasch wieder aufgebaut worden sein, weil die Zollgelder bald wieder flossen. 1678 verlegte Dyck diese Zollstätte an die Neuerbrücken, aber Kurköln verlangte mit Erfolg ihre Aufhebung.
Die neue Brücke, die 1644 abgebrochen wurde, hatte, wie der Name sagt, eine Vorgängerin. Über diese sind jedoch bisher keine Nachrichten aufgetaucht.
Im Februar 1945 wurde die Erftbrücke von deutschen Soldaten gesprengt, um vorrückende alliierte (amerikanische) Soldaten aufzuhalten. Nach dem Zweiten Weltkrieg konnte die Brücke provisorisch wieder aufgebaut werden.
Ende der 1970er Jahre wurde die Brücke dann abgerissen und in ihrer heutigen Form (zweispurige Verkehrsführung inkl. Rad- und Fußgängerweg) neu errichtet.

### Einwohnerentwicklung
| Jahr      | 19871 | 20072 | 20082 | 20092 | 20102 | 20112 | 20122 | 20132 | 20142 | 20152 | 20162 | 20172 | 20182 |
| --------- | ----- | ----- | ----- | ----- | ----- | ----- | ----- | ----- | ----- | ----- | ----- | ----- | ----- |
| Einwohner | 121   | 103   | 96    | 96    | 101   | 103   | 96    | 103   | 103   | 100   | 107   | 104   | 100   |

1 Statistisches Landesamt Nordrhein-Westfalen: Ergebnis der Volkszählung am 25. Mai

2 Angaben der Stadt Grevenbroich; jeweils 31. Dezember

## Sehenswürdigkeiten
- Neubrücker Mühle

## Verkehr
Neubrück befindet sich nicht weit (1,4 km) vom Bahnhof Kapellen/Wevelinghoven an der Bahnstrecke Düren–Neuss. Die Autobahn 46 (Anschlussstelle Grevenbroich-Kapellen) ist 2,0 km entfernt.

## Bilder

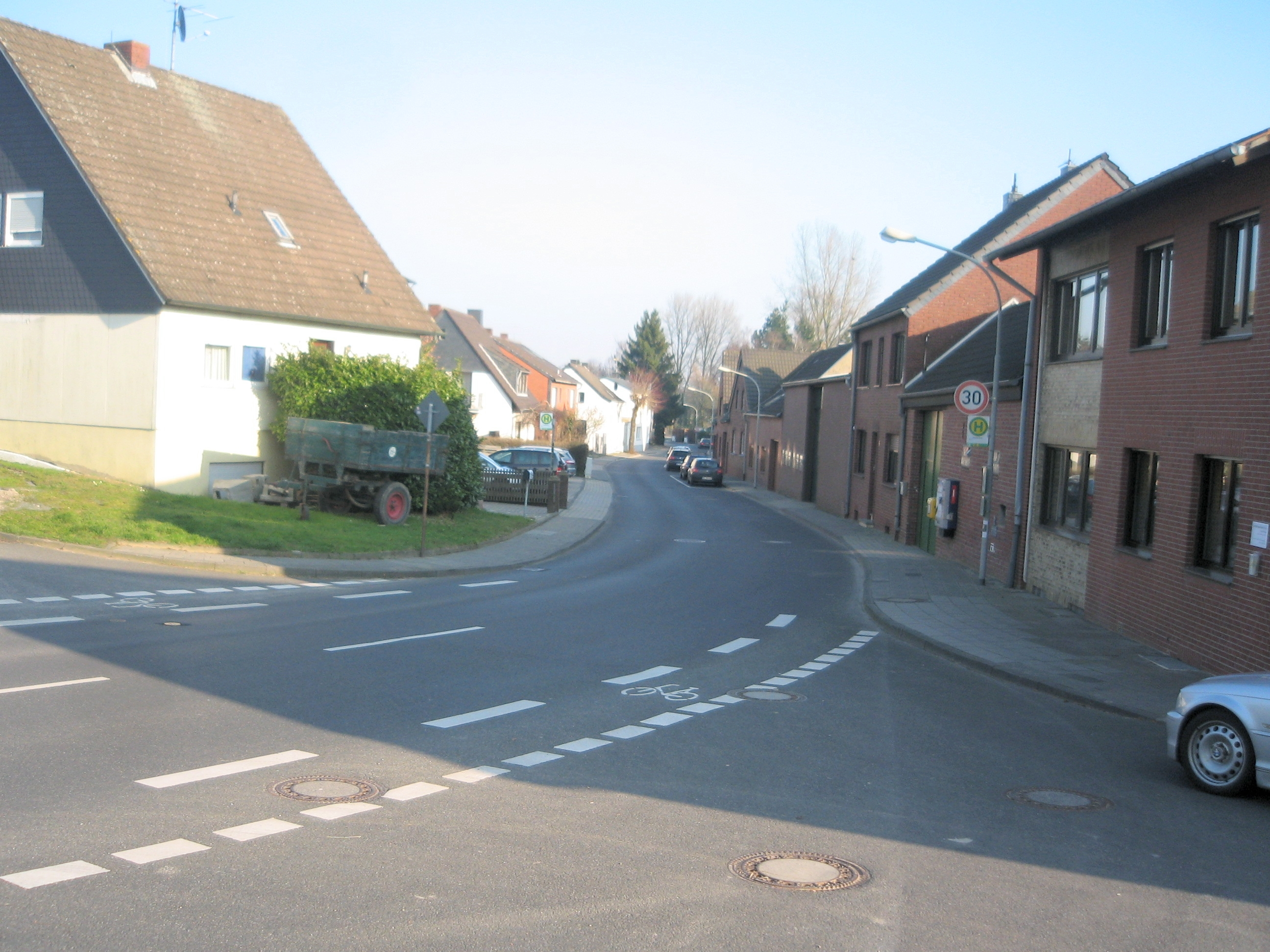
Neubrück von Westen aus gesehen
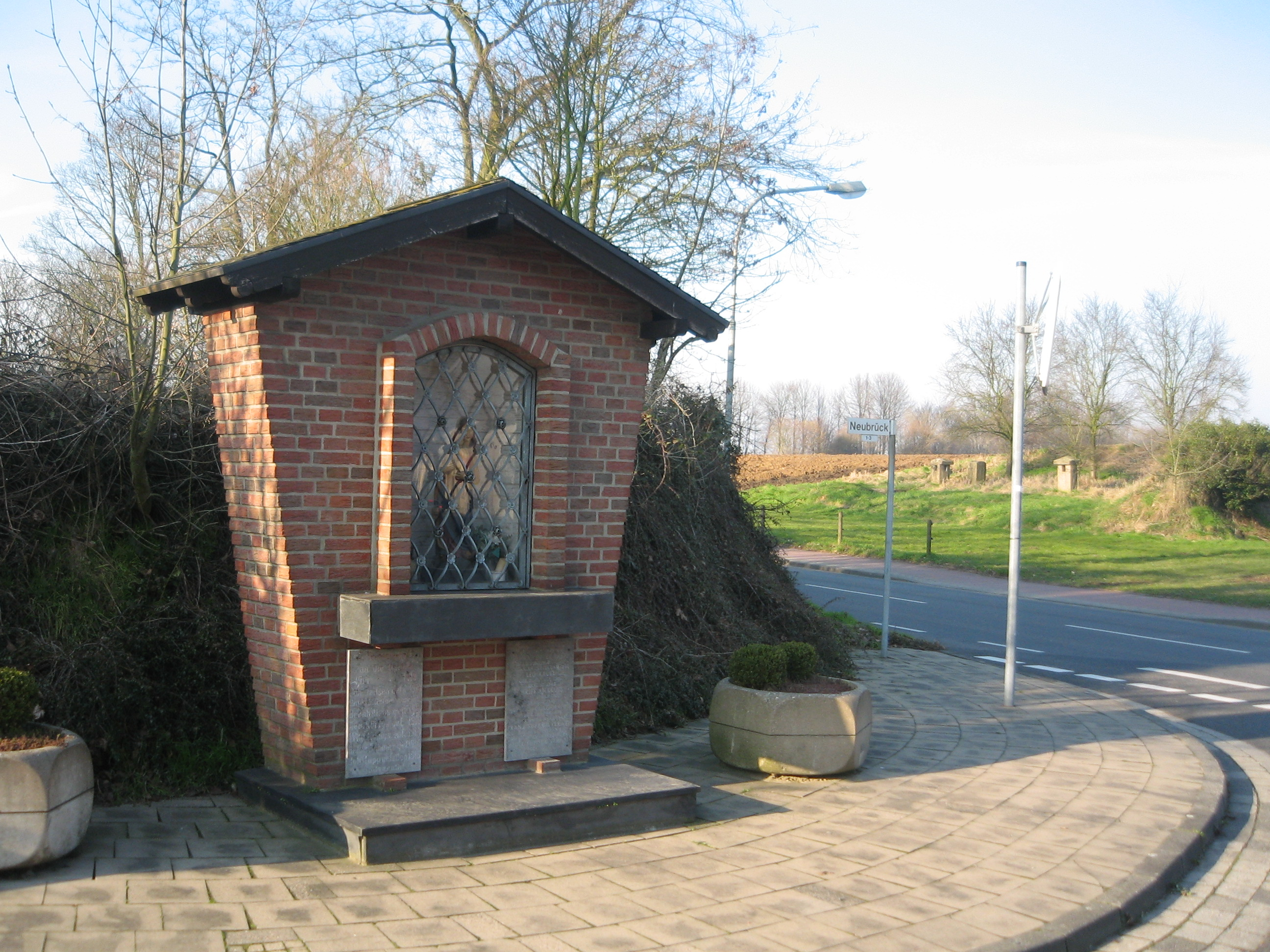
'neues' Heiligenhäuschen in Neubrück
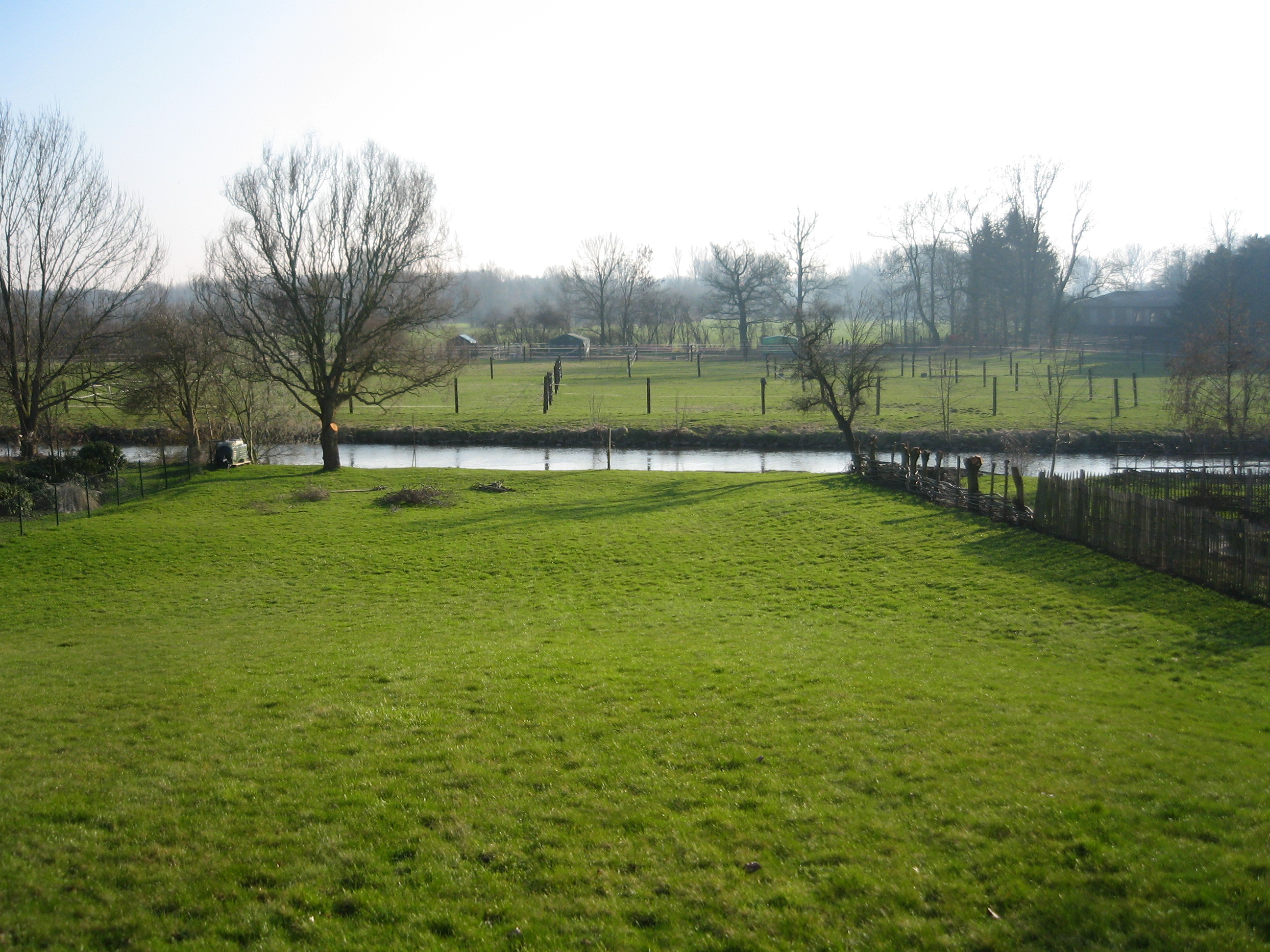
Die Erftaue bei Neubrück
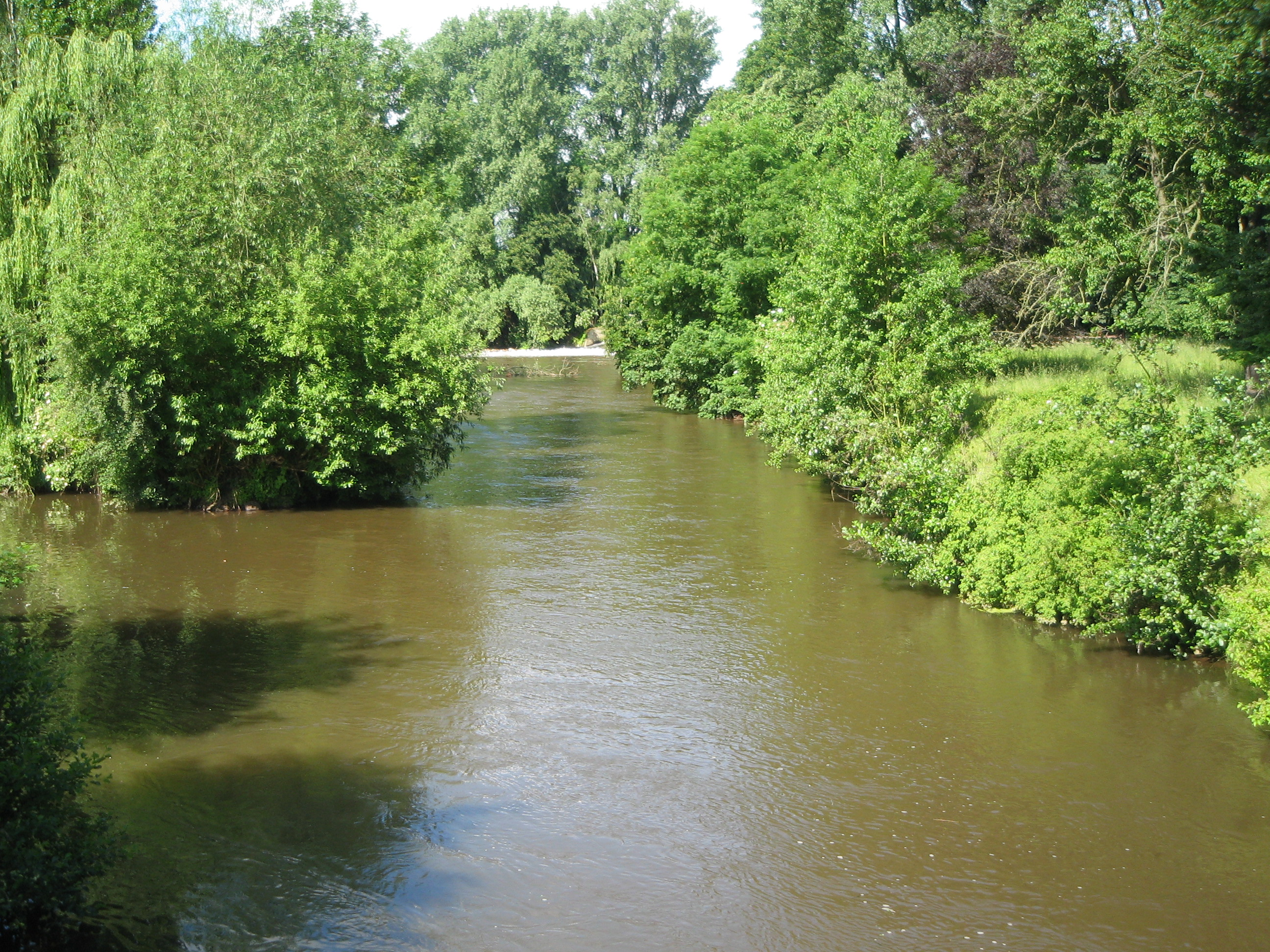
Die Erft unterhalb der Neubrücker Mühle
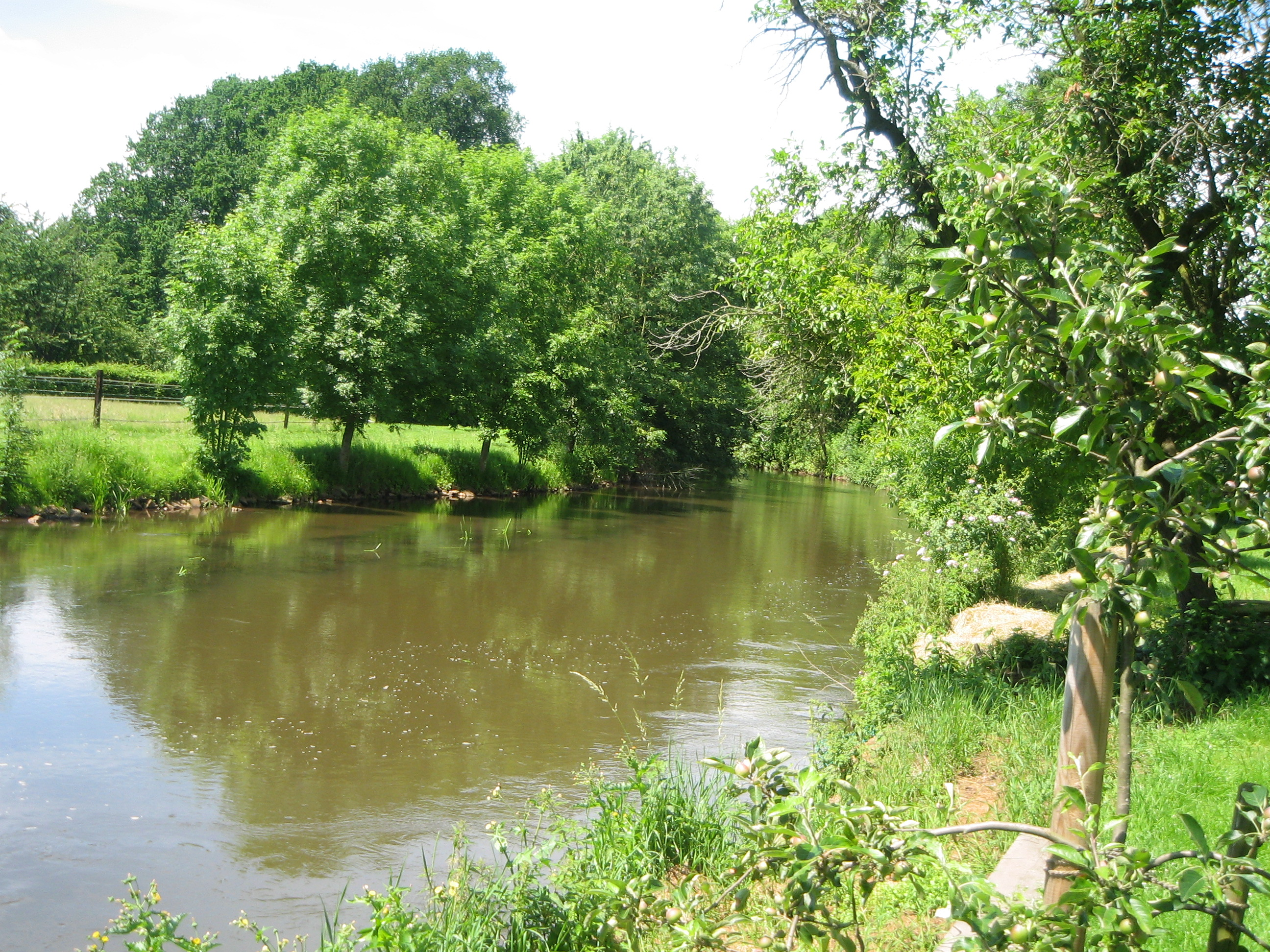
Die Erft bei Neubrück